# Медијана (Терамо)
Медијана (итал. Mediana) је насеље у Италији у округу Терамо, региону Абруцо.
Према процени из 2011. у насељу је живело 114 становника. Насеље се налази на надморској висини од 109 м.